# Rodrigo Tiuí
Rodrigo Tiuí (sinh ngày 4 tháng 12 năm 1985) là một cầu thủ bóng đá người Brasil.

## Sự nghiệp câu lạc bộ
Rodrigo Tiuí đã từng chơi cho FC Gifu và Fukushima United FC.